# Нузгун бінт аль-Каляї аль-Ґарнатія
Нузгун бінт аль-Каляї аль-Ґарнатія (араб. نزهون بنت القلاعي الغرناطية — Нузгун бінт аль-Каляї Гранадська, ХІІ століття) — гранадська кайна і поетеса, відома своїми епатажними віршами.

## Життєпис
Про життя Нузгун відомо небагато. Основними джерелами є середньовічні арабські біографічні словники та описи її поезії. Ібн аль-Аббар вважає її (майже) сучасницею Хамди бінт Зіяд аль-Муаддіб у ХІІ столітті. В анекдотах про Нузгун також згадується Абу Бакр аль-Ама аль-Махзумі як її учитель з мистецтва сатири; здається, він жив у ХІІ столітті, десь після 1145 року. Дійсно, Назгун «фігурує настільки помітно» в біографічних записах про аль-Махзумі, що «його слава, здається, повністю переплітається з її славою». Вона нібито була дочкою каді (судді).:4, 13 fnn 5, 8, 10

## Доробок
Незважаючи на те, що збереглося небагато її творів, серед середньовічних андалузьких поетес Нажун, ймовірно, поступається лише своїй сучасниці Хафсі бінт аль-Хадж аль-Ракунії за кількістю збережених творів: класичні джерела приписують їй двадцять один віршований рядок із семи віршів. Крім того, пізніший «Уддат аль-Джаліс» Алі ібн Бішрі приписує їй мувашшах з двадцяти п'яти рядків:13 fn 7, що відзначає її як єдину поетесу в збірці. Зазвичай вона з'являється, щоб дотепно висміяти чоловіків-поетів та аристократів, які її оточують, своєю дотепною інвективою. За словами Марли Сегол, «як правило, Нузгун репрезентує своє тіло у спосіб, що руйнує традиційні стратегії контролю над жіночим мовленням та сексуальністю, і протестує проти комерціалізації жіночого тіла». Вивченню її творчості заважали вчені, які або не розуміли, або вирішували не пояснювати її непристойності та подвійного змісту.:6

У перекладі Е. Дж. Арберрі одна з її різноманітних відповідей звучить так:
Поет аль-Кутанді запропонував сліпому аль-Махзумі завершити такі вірші:
Якби у вас були очі, щоб побачити
Чоловіка, який з тобою розмовляє,—
Сліпий не знайшов відповідного продовження, але випадково присутня Нузгун імпровізував у такий спосіб:
Скільки б їх не було.
Всі вони німо дивилися б на тебе.
Сяйво золота на його браслетах.
Здається, місяць, що сходить,
В його яскравих гудзиках виблискує,
І в мантії його, я бачу,
Гойдається струнка гілка.

## Видання
Сучасні колекції значних творів Нузгун включають:
- Dīwān de Las Poetisas de Al-Andalus, ed. by Teresa Garulo (Ediciones Hiperión, 1986), pp. 110 ff.
- Nisāʾ min al-Andalus, ed. by Aḥmad Khalīl Jumʻah (Damascus: al-Yamāmah lil-Ṭibāʻah wa-al-Nashr wa-al-Tawzīʻ, 2001), pp. 371–402 [نسـاء من الأندلس, أحمد خليل جمعة].

У даний таблиці наведено основні ранні джерела про Нузгун та її поезію:
| Тип тексту                     | Видавець                                                                                    | Назва                                       | Видання/переклад |
| ------------------------------ | ------------------------------------------------------------------------------------------- | ------------------------------------------- | --- |
| антологіямувашшах              | Алі Ібн Бішрі                                                                               | «Уддат аль-джаліс»                          | S. M. Stern, 'Muwashshaha li-sh-shd'ira l-Andalusiyya Nazhun' [A muwashshah by the Andalusian poet Nazhun], Majalle-ye 'Ulum-i Isldmiyya [Aligarh] (June 1960), pp. 1–8 |
| антологіямувашшах              | Алі Ібн Бішрі                                                                               | «Уддат аль-джаліс»                          | Dı̄wān al-Muwashshaḥāt al-Andalusiyya, ed. by S. Ghāzī (Alexandria: Munsha'at al-Ma‘ārif, 1979), pp. 551–52. |
| антологіямувашшах              | Алі Ібн Бішрі                                                                               | «Уддат аль-джаліс»                          | Alī Ibn Bishrī, The Ùddat al-jalīs of Àlī ibn Bishrī: An Anthology of Andalusian Arabic Muwashshaḥāt, trans. by Alan Jones (Cambridge: E. J. W. Gibb Memorial, 1992), 360–61.                                                                                                  |
| поетична антологія             | Ібн Саїд аль-Андалусі (1213–86)                                                             | «Раят аль-Мабразін ва Ґаят аль-Мамізін»     | El libro de las banderas de los campeones, de Ibn Saʿid al-Magribī, ed. by Emilio García Gómez (Madrid: Instituto de Valencia de Don Juan, 1942), p. 60 (chapter 82). |
| поетична антологія             | Ібн Саїд аль-Андалусі (1213–86)                                                             | «Раят аль-Мабразін ва Ґаят аль-Мамізін»     | ʻAlī ibn Mūsá Ibn Saʻīd al-Andalūsī Abū al-Hasan (1987). Rāyāt al-mubarrizīn wa-ghāyāt al-mumayyizīn. Tlasdar. с. 159—61. [علي بن موسى بن سعيد الأندلسي أبو الحسن (1987). محمد رضوان الداية (ред.). رايات المبرزين وغايات المميزين. طلاس للدراسات والترجمة والنشر. с. 159—61.] |
| поетична антологія             | Ібн Саїд аль-Андалусі (1213–86)                                                             | «Магриб — земля Магрибу»                    | Ibn Saʿı̄d al-Maghribı̄, Al-Mughrib fı̄ Ḥulā al-Maghrib, ed. Sh. Ḍayf, 2 vols (Cairo: Dār al-Ma‘ārif, 1953–55), I 223–28, II 121. |
| біографічний словник           | аль-Маккарі (бл. 1578—1632), цит. книгу Ібн Саїда «Аль-Талі‘ аль-Са‘ід фі Таріх Бані Са‘їд» | «Нафх ат-Тиб мін Ґусн аль-Андалус ар-Ратіб» | al-Maqqarı̄, Nafḥ al-Ṭı̄b min Ghuṣn al-Andalus al-Raṭı̄b, ed. by I. ‘Abbās (Beirut: Dār Ṣādir, 1968), I 139, 190-93, IV 295-98 |
| біографічний словник           | Ібн аль-Хатіб (1313-74), цит. книгу Ібн Саїда «Аль-Талі‘ аль-Са‘ід фі Таріх Бані Са‘їд»     | «Аль-Іхата фі Ахбар Ґарната»                | Ibn al-Khaṭı̄b, Al-Iḥāṭa fı̄ Akhbār Gharnāṭa, ed. Muh‘Aammad ‘Abd Allah ‘Inān, 4 vols (Cairo: Dār al-Ma‘ārif, 1955), I 425-27, 432, II 504-5, III 344-45 |
| біографічний словник/антологія | Ібн аль-Аббар (1199—1260)                                                                   | «Кітаб Тухфат аль-Кадім»                    | al-Balfı̄qı̄, Al-Muqtaḍab min Kitāb Tuḥfat al-Qādim li Ibn al-Abbār Abı̄ ‘Abdillāh Muḥammad Ibn ‘Abd al-Quḍā‘ı̄ al-Andalusı̄, ed. by I. al-Abyārı̄ (Cairo: al-Maṭba‘a al-Amı̄riyya, 1957), pp. 164-65.                                                                                |